# هایکلیر
longitudeهایکلیرlatitudeهایکلیر

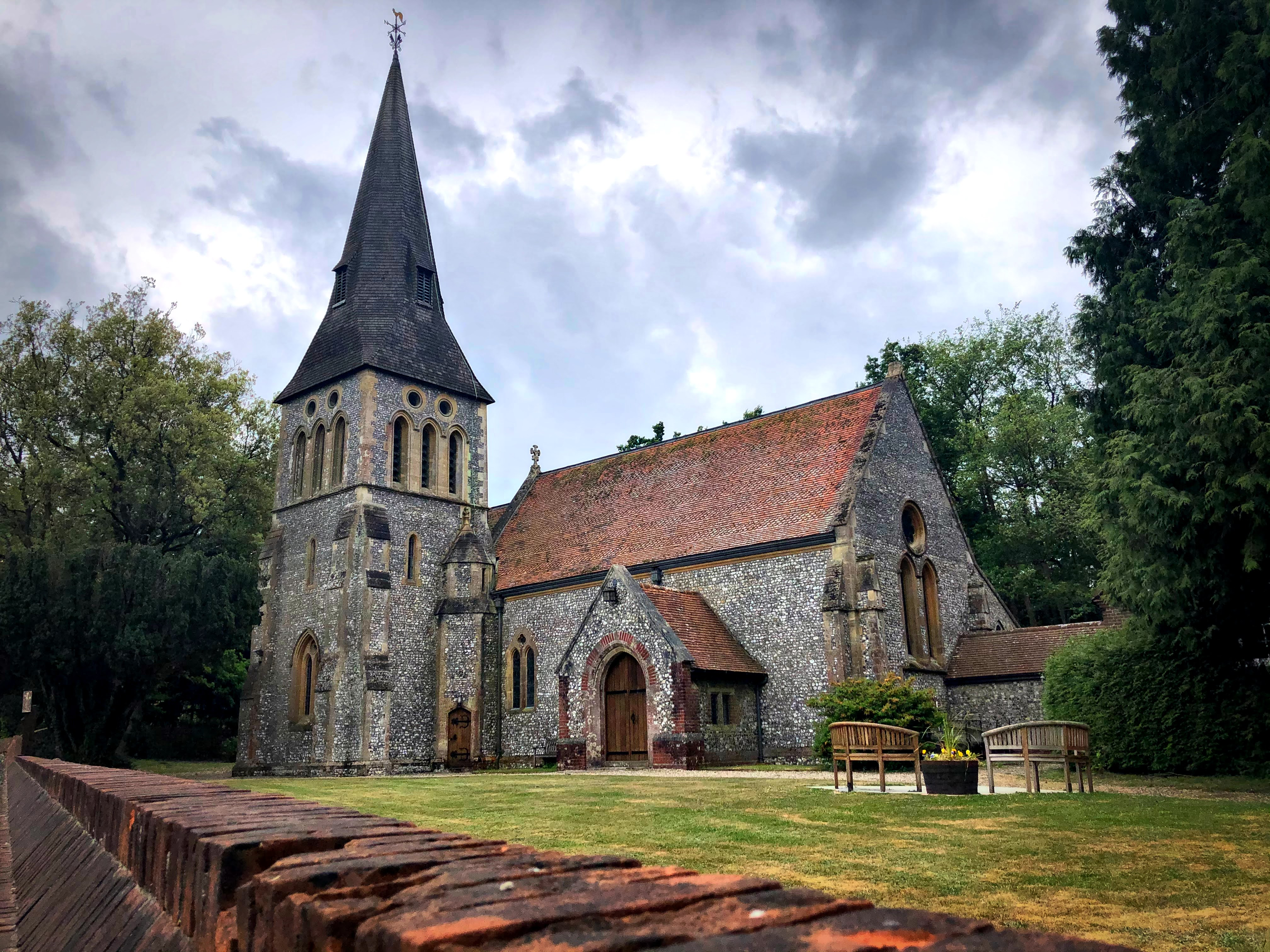
کلیسای هایکلیر

هایکلیر (انگلیسی: Highclere; ‎/ˈhaɪklɪər/‎) یک روستا و محله مدنی در بریتانیا است که در ناحهیهٔ «بـِیزینگستوک و دین» واقع شده‌است. هایکلیر ۱٬۶۰۶ نفر جمعیت دارد.